# The Night Is My Friend EP
The Night Is My Friend EP è il quinto EP del gruppo musicale britannico The Prodigy, pubblicato il 31 luglio 2015 dalla Take Me to the Hospital e dalla Cooking Vinyl.

## Descrizione
Il titolo deriva da una frase contenuta nel testo del singolo The Day Is My Enemy, presente nell'album omonimo. L'EP contiene le versioni radiofoniche dei singoli Get Your Fight On e Rhythm Bomb, oltre a remix inediti di Rebel Radio e del sopracitato The Day Is My Enemy, resi disponibili per l'ascolto rispettivamente il 30 giugno e il 15 luglio 2015 attraverso il canale YouTube del gruppo.
Nel disco è inoltre presente il brano inedito AWOL, già eseguito in precedenza dai The Prodigy in alcuni concerti del 2012 e reso disponibile per l'ascolto dal 23 luglio.

## Tracce
1. Get Your Fight On (Re Eq) – 3:43 (Liam Howlett, Maxim, Tim Hutton, Joe Erskine, Luca Gulotta, Jari Salo, Paul Malmström, Nick Halkes)
2. AWOL (Strike One) – 2:59 (Liam Howlett, Tim Hutton, Paul Jackson, Olly Burden)
3. Rhythm Bomb (feat. Flux Pavilion) (Edit) – 3:15 (Liam Howlett, Josh Steele, Cheri Williams, Dwayne Richardson)
4. Rebel Radio (René LaVice's Start a Fucking Riot Remix) – 5:05 (Liam Howlett, Simon Fajemisin, Stuart Henshall, Vincent Welch, Paul Frazer, Tim Hutton)
5. The Day Is My Enemy (Caspa Remix) – 3:30 (Liam Howlett, Olly Burden, Cole Porter)

## Formazione
Gruppo
- Liam Howlett – sintetizzatore, programmazione
- Maxim – voce (tracce 1, 4 e 5)
- Keef Flint – voce (tracce 1, 2 e 4)

Altri musicisti
- Paul "Dirtcandy" Jackson – campionamento vocale (traccia 2), voce (traccia 5)
- Olly Burden – chitarra (traccia 2)
- Tim Hutton – cori (traccia 2)
- Brother Culture – voce aggiuntiva (traccia 4)
- MTB – voce (traccia 5)
- Top Secret Drum Corps – batteria (traccia 5)

Produzione
- Liam Howlett – produzione, missaggio
- Neil McLellan – produzione e missaggio (eccetto traccia 2)
- KillSonik – coproduzione (traccia 1)
- Josh Steele – coproduzione (traccia 3)
- John Davis – mastering